# Errol Walters
Errol Walters (ur. 26 lipca 1956) – jamajski kolarz szosowy, uczestnik letnich igrzysk olimpijskich.
Walters reprezentował Jamajkę na letnich igrzyskach olimpijskich podczas igrzysk 1976 w Montrealu. Wystartował  w wyścigu indywidualnym ze startu wspólnego, którego nie ukończył.